# Ingria (Italia)

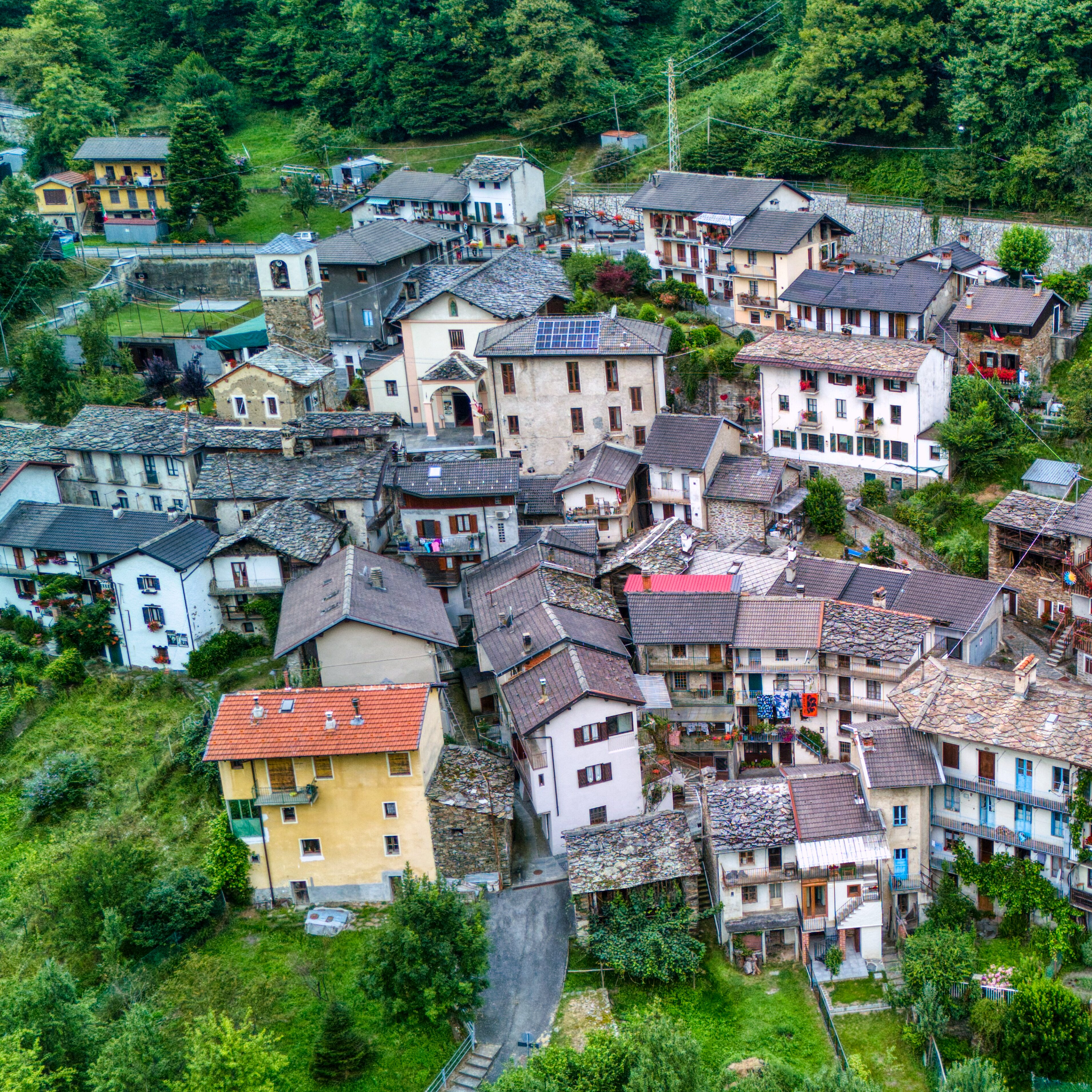
Una vista aerea di Ingria

Ingria (L'Ingri in piemontese, L'Éngri in francoprovenzale) è un comune italiano di 45 abitanti della città metropolitana di Torino in Piemonte.
A fine 2021 il paese è entrato a far parte dei Borghi più belli d'Italia.

## Geografia fisica
Si trova in Val Soana ed è uno dei comuni meno popolosi d'Italia.
È posto a 57 km a nord del capoluogo piemontese.

Il comune si estende su ben ventuno frazioni, oltre al capoluogo, molte delle quali disabitate.

## Storia
A partire dai primi anni del Novecento, quando aveva una popolazione di quasi 2.000 abitanti, Ingria ha subito un fortissimo spopolamento che l'ha portata in meno di un secolo a veder diminuire la propria popolazione di oltre 40 volte (fra gli 8.094 comuni italiani solo Carrega Ligure, in provincia di Alessandria, ha subito uno spopolamento paragonabile, ma in un intervallo temporale più lungo). 
Gli abitanti avevano una antica e rinomata tradizione di lavoro come Magnin (artigiani del rame), come in tutta la Val Soana, che li portava nei mesi invernali nelle pianure piemontesi, lombarde, in Liguria nonché in Svizzera e Francia.

### Simboli
Lo stemma e il gonfalone del Comune di Ingria sono stati concessi con decreto del presidente della Repubblica del 25 febbraio 2008.
Il gonfalone è un drappo troncato di azzurro e di bianco.

## Monumenti e luoghi di interesse
- Chiesa parrocchiale di San Giacomo
- Torre civica
- Numerose case in pietra e tetti di losa
- Il percorso fotografico "Le mazon i contiont" ("Le case raccontano") sui muri del capoluogo

## Società

### Evoluzione demografica
Abitanti censiti

## Amministrazione
Di seguito è presentata una tabella relativa alle amministrazioni che si sono succedute in questo comune.
| Periodo        | Periodo        | Primo cittadino             | Partito                      | Carica  | Note  |
| -------------- | -------------- | --------------------------- | ---------------------------- | ------- | ----- |
| 23 giugno 1985 | 19 maggio 1990 | Giacomo Crosasso            | -                            | Sindaco | [ 7 ] |
| 19 maggio 1990 | 24 aprile 1995 | Giacomo Crosasso            | lista civica                 | Sindaco | [ 7 ] |
| 24 aprile 1995 | 14 giugno 1999 | Giovanni Reverso Peila      | -                            | Sindaco | [ 7 ] |
| 14 giugno 1999 | 14 giugno 2004 | Giovanni Reverso Peila      | lista civica                 | Sindaco | [ 7 ] |
| 14 giugno 2004 | 8 giugno 2009  | Mauro Eugenio Bianco Levrin | lista civica                 | Sindaco | [ 7 ] |
| 8 giugno 2009  | 26 maggio 2014 | Igor De Santis              | lista civica                 | Sindaco | [ 7 ] |
| 26 maggio 2014 | 27 maggio 2019 | Igor De Santis              | lista civica Progetto Ingria | Sindaco | [ 7 ] |
| 27 maggio 2019 | in carica      | Igor De Santis              | lista civica Progetto Ingria | Sindaco | [ 7 ] |

### Altre informazioni amministrative
Il comune faceva parte della Comunità Montana Valli Orco e Soana.

## Galleria d'immagini

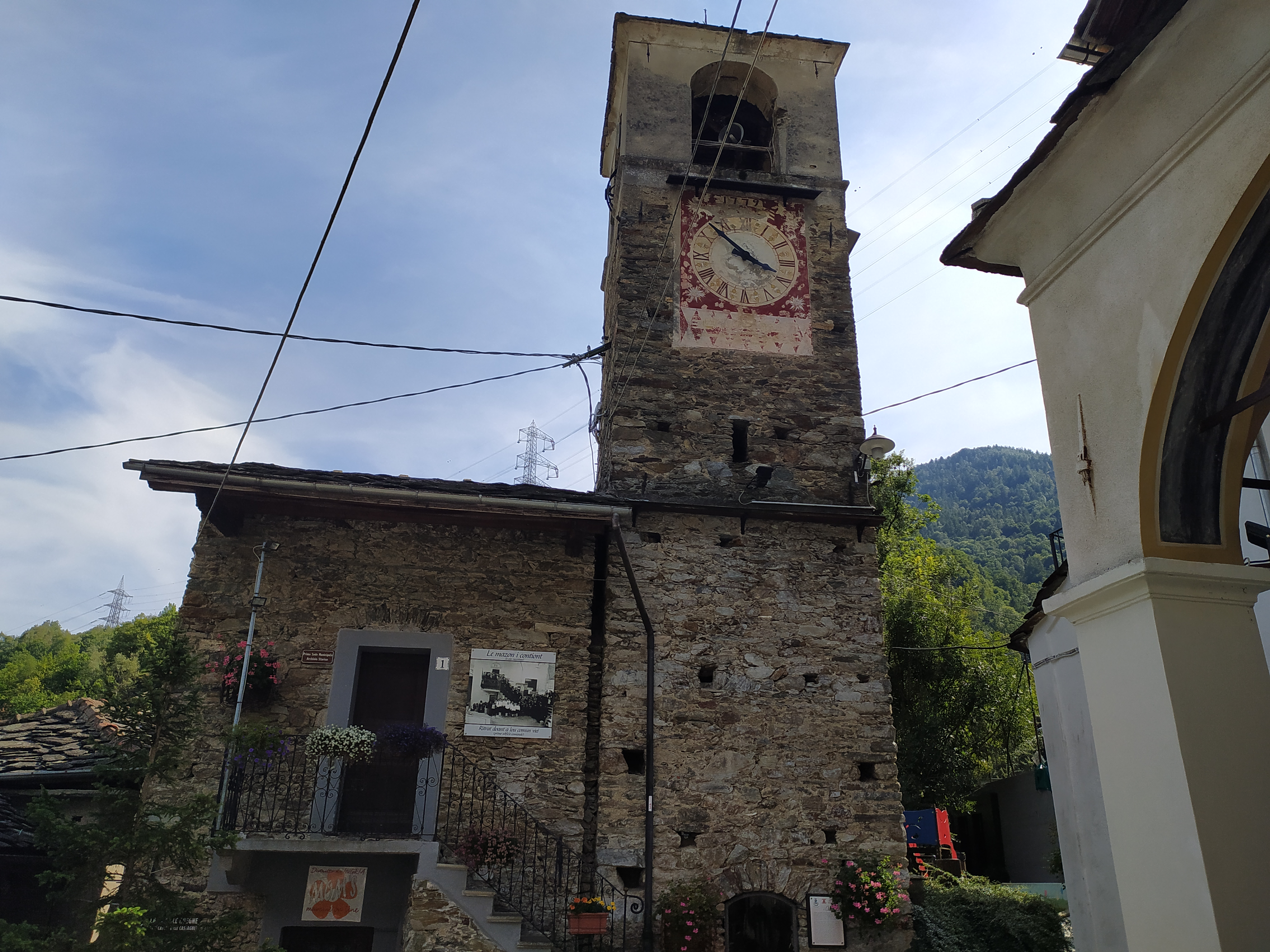
Torre della prima sede comunale
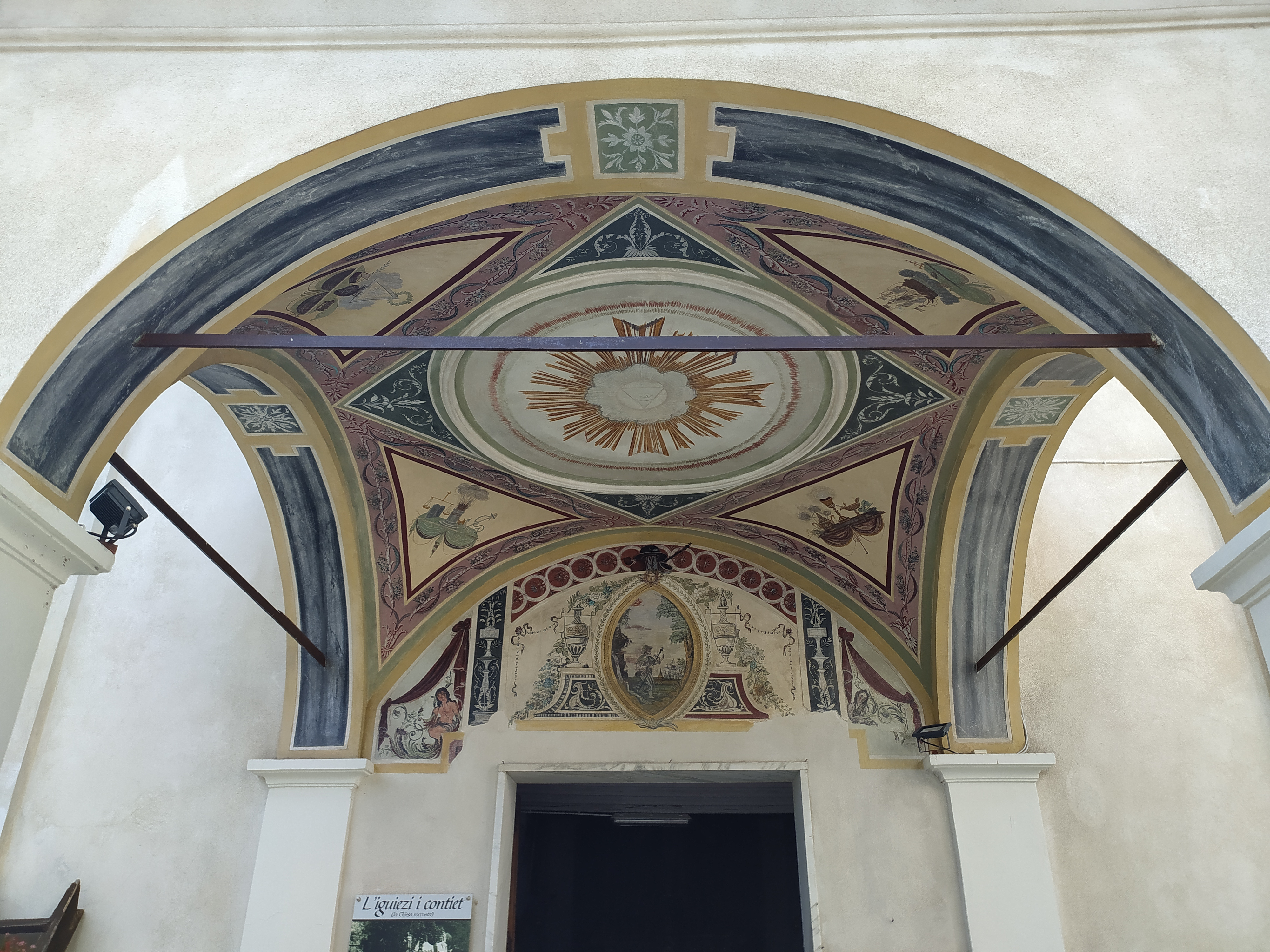
Arco di ingresso Chiesa San Giacomo
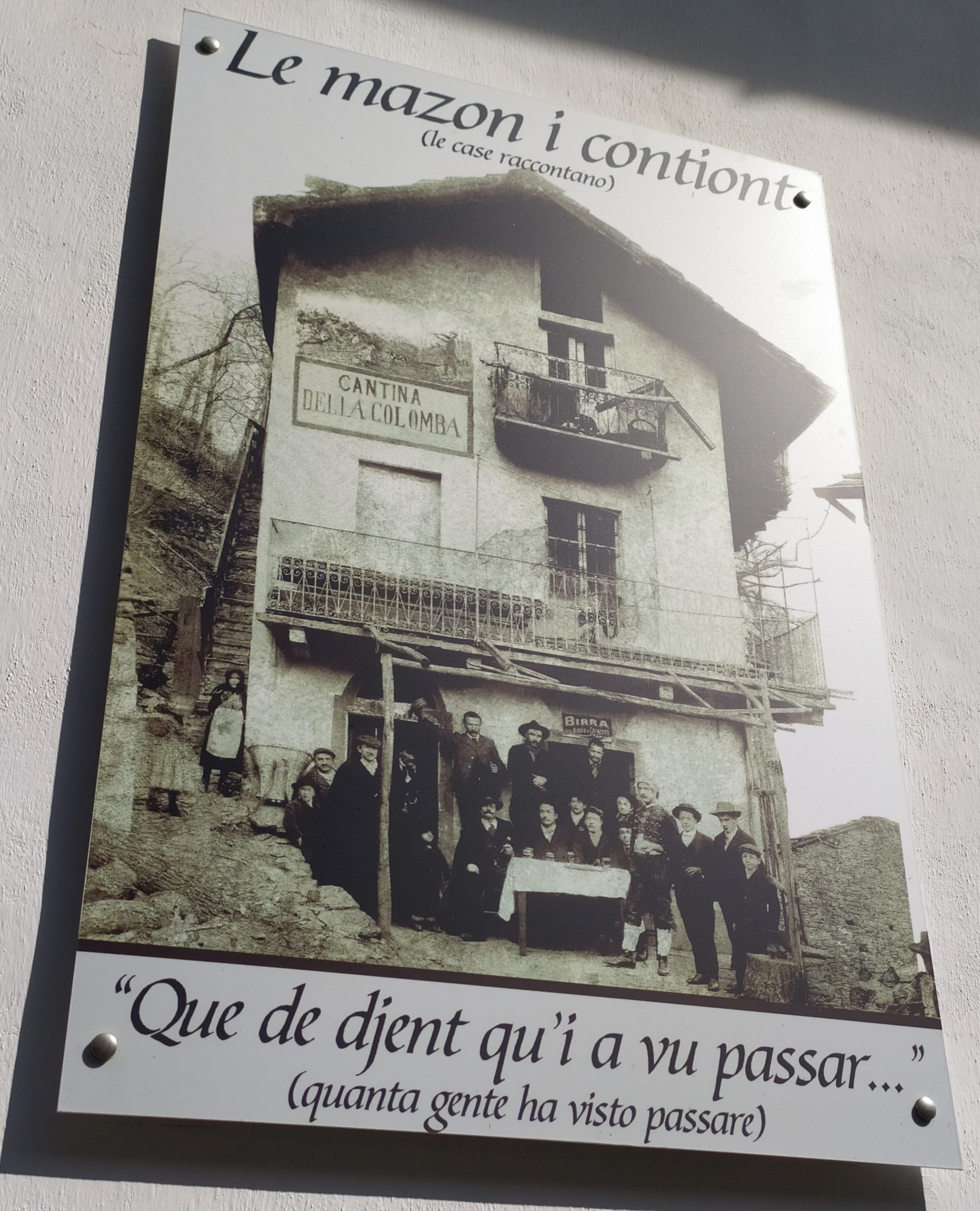
Foto della Cantina della Colomba
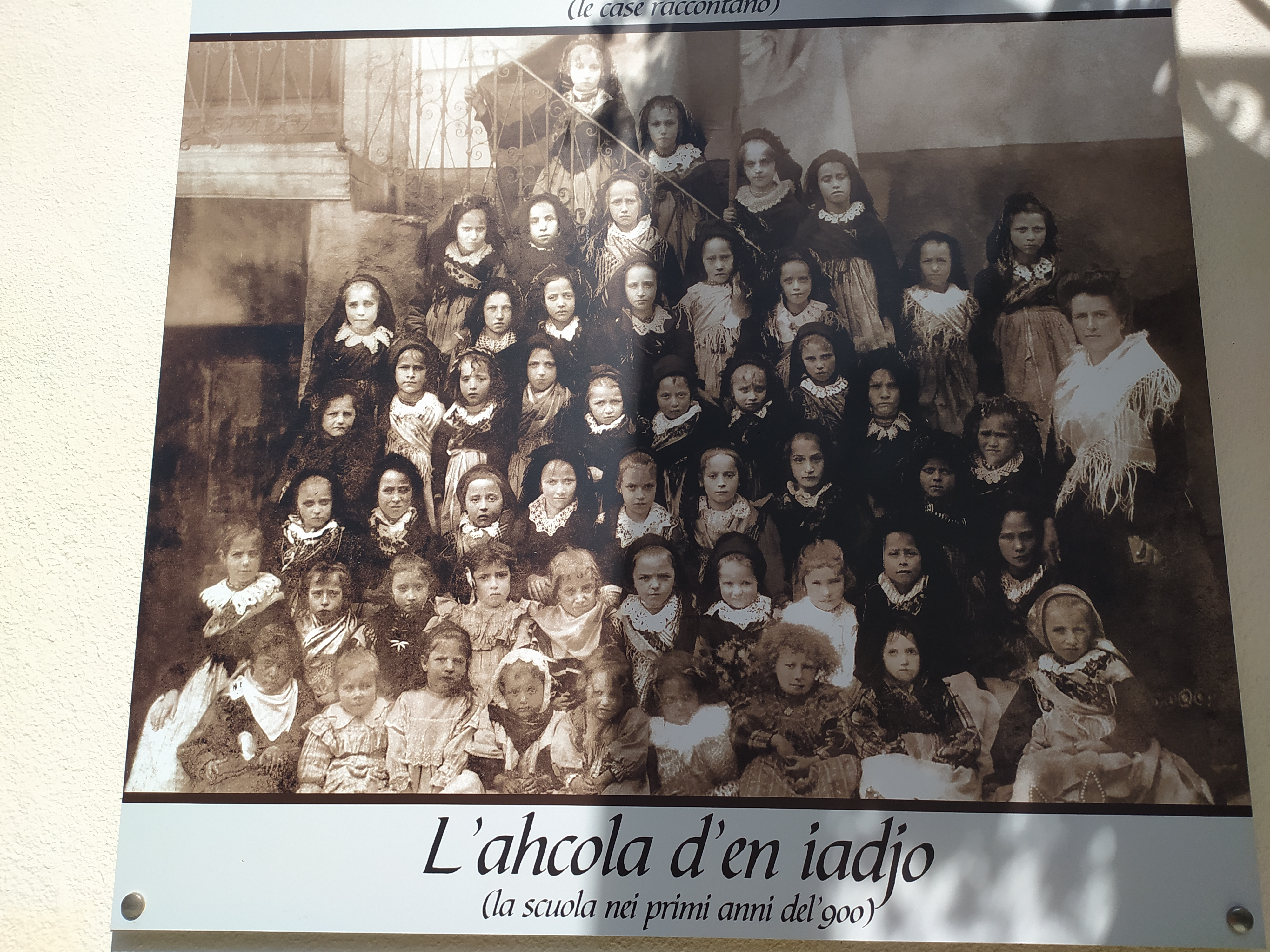
Foto della scuola agli inizi del '900